# Pont de Gualta
El Pont de Gualta és una obra de Gualta (Baix Empordà) protegida com a Bé Cultural d'Interès Local.

## Descripció
És un edifici civil, un pont de cinc arcs desiguals de pedra molt ben conservats sobre el riu Daró. Pont sobre el riu Daró, al camí d'accés al poble de Gualta pel costat nord. Pont de cinc ulls; arcades de forma rebaixada, construït amb pedres grans, desbastades i morter. Els ulls són de diferent llum, o amplada.

## Història
Per arribar al poble de Gualta pel costat de tramuntana cal passar el vell pont sobre el Daró. Aquest pont conserva en perfecte estat les seves cinc arcades de forma rebaixada (segles XVI-XVII) L'any 1809, al Pont de Gualta, hi hagué un combat contra les forces napoleòniques. Un monòlit, al cap de pont occidental, el commemora.